# Outeniqua-Pass
Der Outeniqua-Pass (800 m) ist ein Gebirgspass über die Outeniqua-Berge in Südafrika, der George an der Küste mit Oudtshoorn in der Kleinen Karoo verbindet. 
Die Bauarbeiten für die 13,3 km lange Passstraße, die Teil der N9 und N12 ist, dauerten von 1942 bis 1951 und wurden teilweise von italienischen Kriegsgefangenen des Zweiten Weltkriegs ausgeführt. Die Straße wurde danach mehrmals verbreitert und modernisiert. 
Der Outeniqua-Pass hat die Funktion der Hauptverbindung zwischen George und Oudtshoorn übernommen und den Montagu-Pass in dieser Rolle abgelöst. In den höheren Lagen des Passes kommt es häufig zu starkem Regen und dichten Bergnebeln, die die Sicht auf wenige Meter reduzieren können. Bei schlechtem Wetter ist der Pass besonders gefährlich aufgrund des hohen LKW-Aufkommens und häufiger Steinschläge. Die Straße weist 40 Kurven auf, von denen viele die Richtung der Straße um mehr als 90 Grad ändern. Für den südwärts fahrenden Verkehr gibt es mehrere Aussichtspunkte. Die Steigung der Straße beträgt durchschnittlich 4,3 Prozent; an den steilsten Stellen erreicht sie bis zu 10 Prozent.

## Galerie

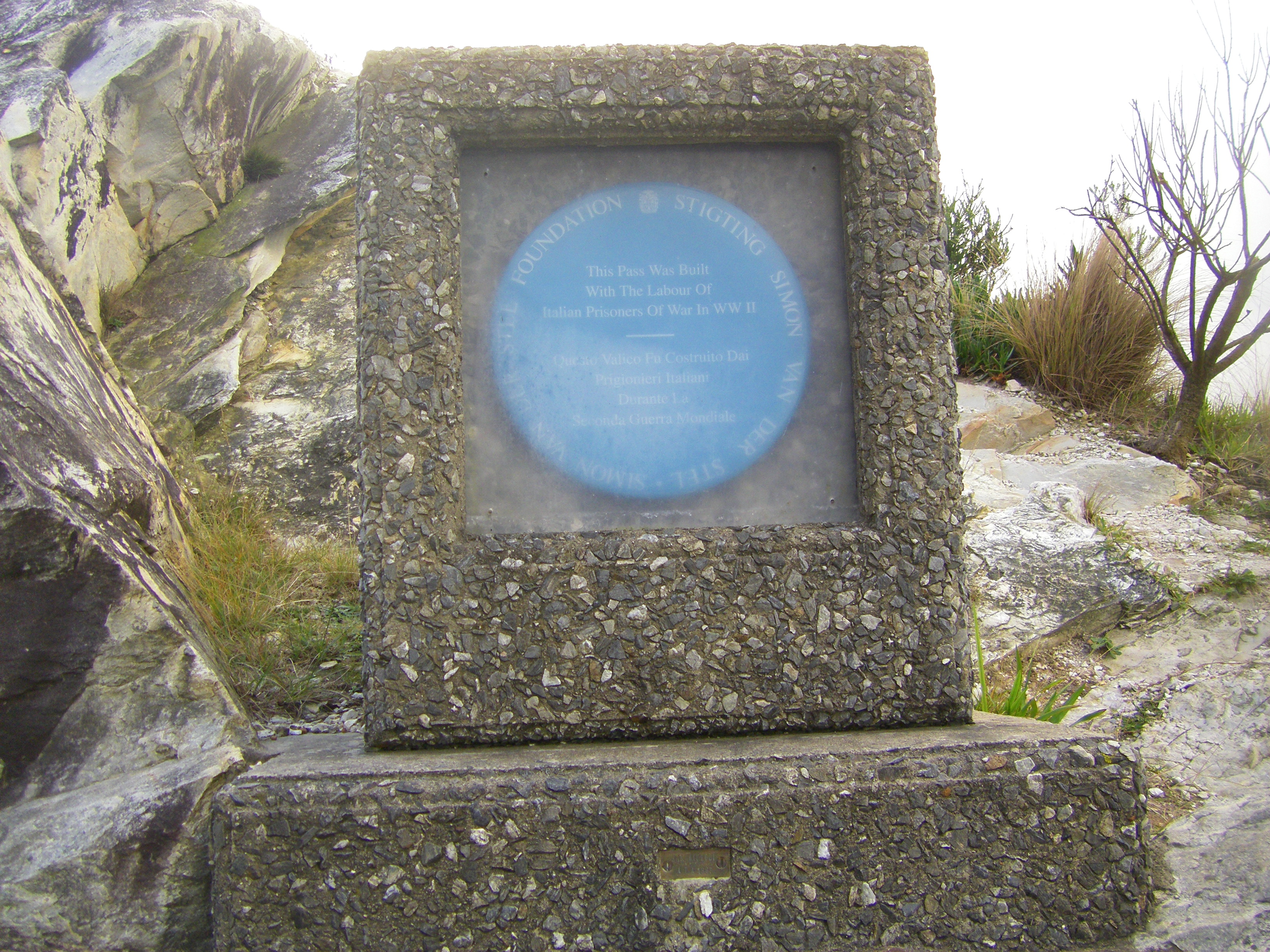
Gedenkstein an die italienischen Kriegsgefangenen
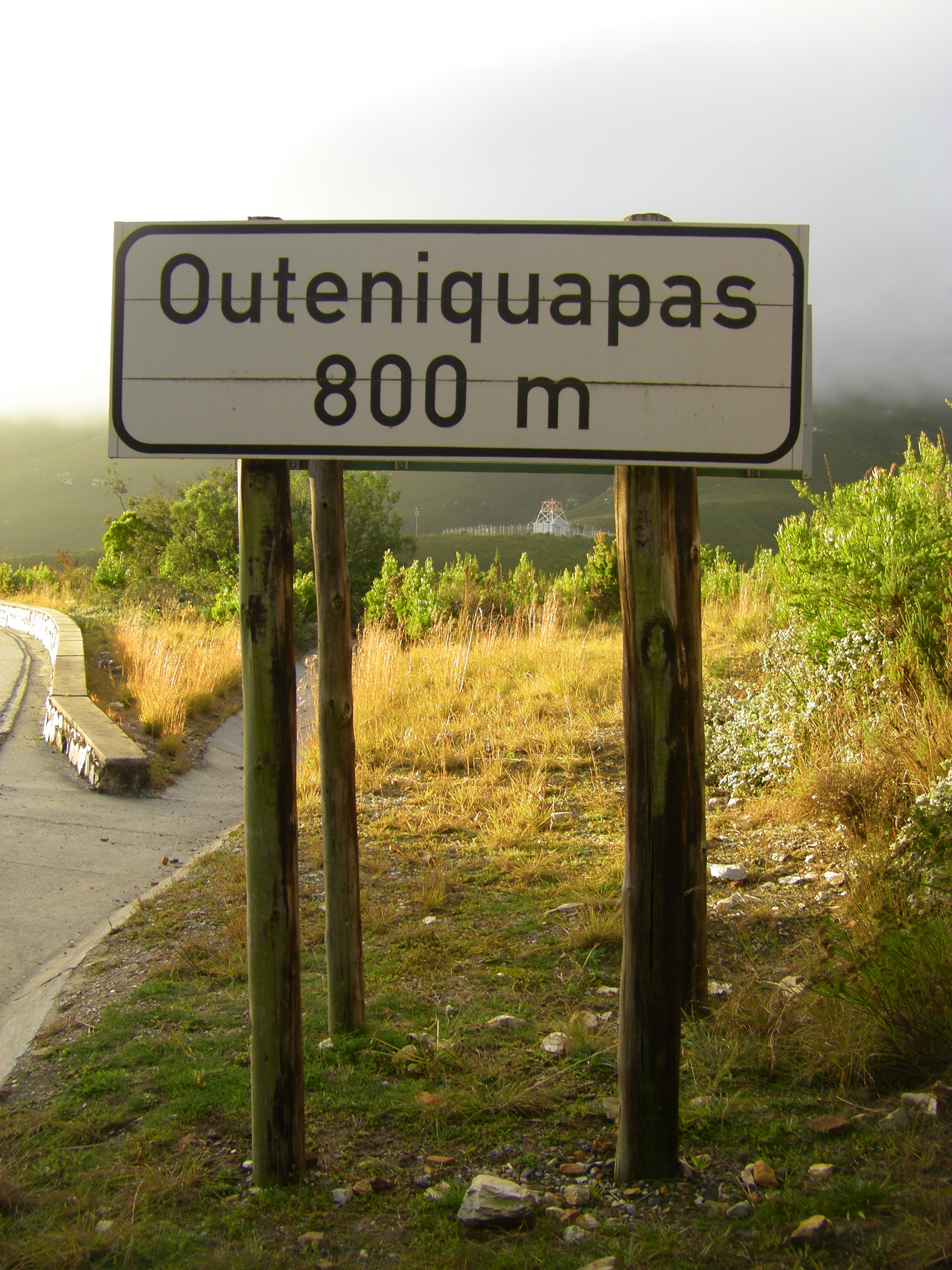
Tafel auf der Passhöhe